# Чага (приток Когильника)
Ча́га (рум. Ceaga, укр. Чага) — река в Каушанском районе Молдавии и Одесской области Украины, левый приток реки Когильник.

## География
Длина реки — 120 км, площадь водосборного бассейна — 1270 км². Ширина речного русла в верхнем течении 6-8 м, в нижнем — 20-30 м. Река уже не используется для орошения так как полностью пересыхает вследствие выпрямления её русла.

## Притоки
От истока к устью:
1. балка Валя-Сатулуй
2. балка Лунга (лв.)
3. Заколы (лв.)
4. Карадай (лв.)
5. Вочилор (лв.)
6. Сака (пр.)
7. Чибану (лв.)
8. Фрумушика (лв.)